# 인조피혁

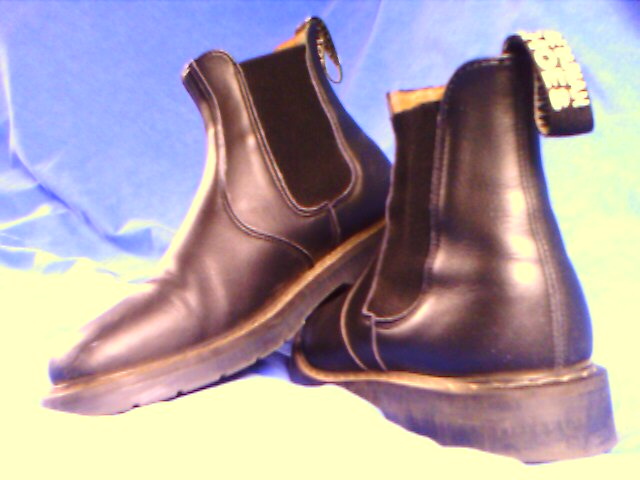

인조피혁, 합성피혁(合成皮革)은 실제 가죽이 가격 경제적이지 못한 이유로 가죽을 대체하기 위해 고안된 물질이다.
동물에서 가죽을 얻는 데는 동물의 수에도 한정이 있고, 사육하는 데도 많은 손이 가게 된다. 그러므로 천연피혁과 같이 부드럽고 튼튼하며 통기성을 갖춘 것을 인공적으로 만들려고 오래 전부터 노력해 왔다.
보통 사용되고 있는 천의 표면에다가 질화면(窒化綿) 래커를 바르고, 그 면을 틀로 누르기만 한 '의혁(擬革)'을 비롯하여, 종이를 몇 겹 포개어서 강하게 압착시킨 '견지(堅紙)'와 같은 것도 있다.
플라스틱공업이 발달함에 따라 폴리염화비닐과 같은 필름을 표면가공하여 피혁과 같은 촉감을 가지도록 하는 등의 시도도 성공되어, 오늘날 핸드백·가방 등에 이용되고 있다. 그러나 이들은 천연피혁에 비해 그 질에 있어서 훨씬 미흡한 것이다. 그 질을 천연피혁에 가깝게 하려면 합성고분자로 만든 필름을 불균일한 다중구조로 할 필요가 있다. 예를 들면 강도를 가지게 하기 위하여 천으로 뒤를 받치고, 부드럽게 하기 위하여 폼시트를 사용한다. 그러나 이러한 과정으로 가죽의 촉감이나 기계적 강도는 얻을 수 있어도 피혁과 같은 통기성이나 투습성(透濕性)은 얻을 수가 없다.
현재 합성피혁으로서 시판되고 있는 제품은 이상과 같은 문제점을 개량한 폴리에스테르나 폴리아미드계의 천 또는 부직포(不織布) 외에 폴리우레탄과 같은 플라스틱인데, 이들은 특히 통기성을 지니도록 가공하고, 또한 그 표면에 피혁 모양의 무늬를 붙인 재료를 덮어 씌운 것들이다.

## 같이 보기
- 극세사